# Merpins
Merpins és un municipi francès situat al departament del Charente i a la regió de la Nova Aquitània. L'any 2007 tenia 1.039 habitants.

## Demografia

### Població
El 2007 la població de fet de Merpins era de 1.039 persones. Hi havia 421 famílies de les quals 95 eren unipersonals (37 homes vivint sols i 58 dones vivint soles), 148 parelles sense fills, 157 parelles amb fills i 21 famílies monoparentals amb fills.
La població ha evolucionat segons el següent gràfic:
Habitants censats

### Habitatges
El 2007 hi havia 468 habitatges, 428 eren l'habitatge principal de la família, 9 eren segones residències i 30 estaven desocupats. Tots els 464 habitatges eren cases. Dels 428 habitatges principals, 370 estaven ocupats pels seus propietaris, 43 estaven llogats i ocupats pels llogaters i 15 estaven cedits a títol gratuït; 13 tenien dues cambres, 64 en tenien tres, 166 en tenien quatre i 185 en tenien cinc o més. 207 habitatges disposaven pel capbaix d'una plaça de pàrquing. A 171 habitatges hi havia un automòbil i a 233 n'hi havia dos o més.

### Piràmide de població
La piràmide de població per edats i sexe el 2009 era:
| Homes | Edats   | Dones |
| ----- | ------- | ----- |
| 0     | 95 o +  | 0     |
| 0     | 90 a 94 | 4     |
| 4     | 85 a 89 | 0     |
| 16    | 80 a 84 | 8     |
| 8     | 75 a 79 | 12    |
| 24    | 70 a 74 | 32    |
| 36    | 65 a 69 | 24    |
| 24    | 60 a 64 | 36    |
| 32    | 55 a 59 | 28    |
| 40    | 50 a 54 | 48    |
| 48    | 45 a 49 | 52    |
| 40    | 40 a 44 | 44    |
| 28    | 35 a 39 | 36    |
| 24    | 30 a 34 | 28    |
| 12    | 25 a 29 | 12    |
| 20    | 20 a 24 | 16    |
| 24    | 15 a 19 | 32    |
| 20    | 10 a 14 | 20    |
| 28    | 5 a 9   | 24    |
| 24    | 0 a 4   | 0     |

## Economia
El 2007 la població en edat de treballar era de 652 persones, 495 eren actives i 157 eren inactives. De les 495 persones actives 459 estaven ocupades (255 homes i 204 dones) i 35 estaven aturades (9 homes i 26 dones). De les 157 persones inactives 59 estaven jubilades, 51 estaven estudiant i 47 estaven classificades com a «altres inactius».

### Ingressos
El 2009 a Merpins hi havia 446 unitats fiscals que integraven 1.071,5 persones, la mediana anual d'ingressos fiscals per persona era de 19.196 €.

### Activitats econòmiques
Dels 64 establiments que hi havia el 2007, 1 era d'una empresa extractiva, 2 d'empreses alimentàries, 1 d'una empresa de fabricació de material elèctric, 12 d'empreses de fabricació d'altres productes industrials, 6 d'empreses de construcció, 16 d'empreses de comerç i reparació d'automòbils, 6 d'empreses de transport, 2 d'empreses d'hostatgeria i restauració, 2 d'empreses d'informació i comunicació, 3 d'empreses financeres, 4 d'empreses immobiliàries i 9 d'empreses de serveis.
Dels 9 establiments de servei als particulars que hi havia el 2009, 2 eren tallers de reparació d'automòbils i de material agrícola, 2 tallers d'inspecció tècnica de vehicles, 1 paleta, 2 fusteries, 1 lampisteria i 1 agència immobiliària.
L'any 2000 a Merpins hi havia 12 explotacions agrícoles que ocupaven un total de 378 hectàrees.

## Equipaments sanitaris i escolars
El 2009 hi havia una escola elemental.

## Poblacions més properes
El següent diagrama mostra les poblacions més properes.